# Panga (embarcación)

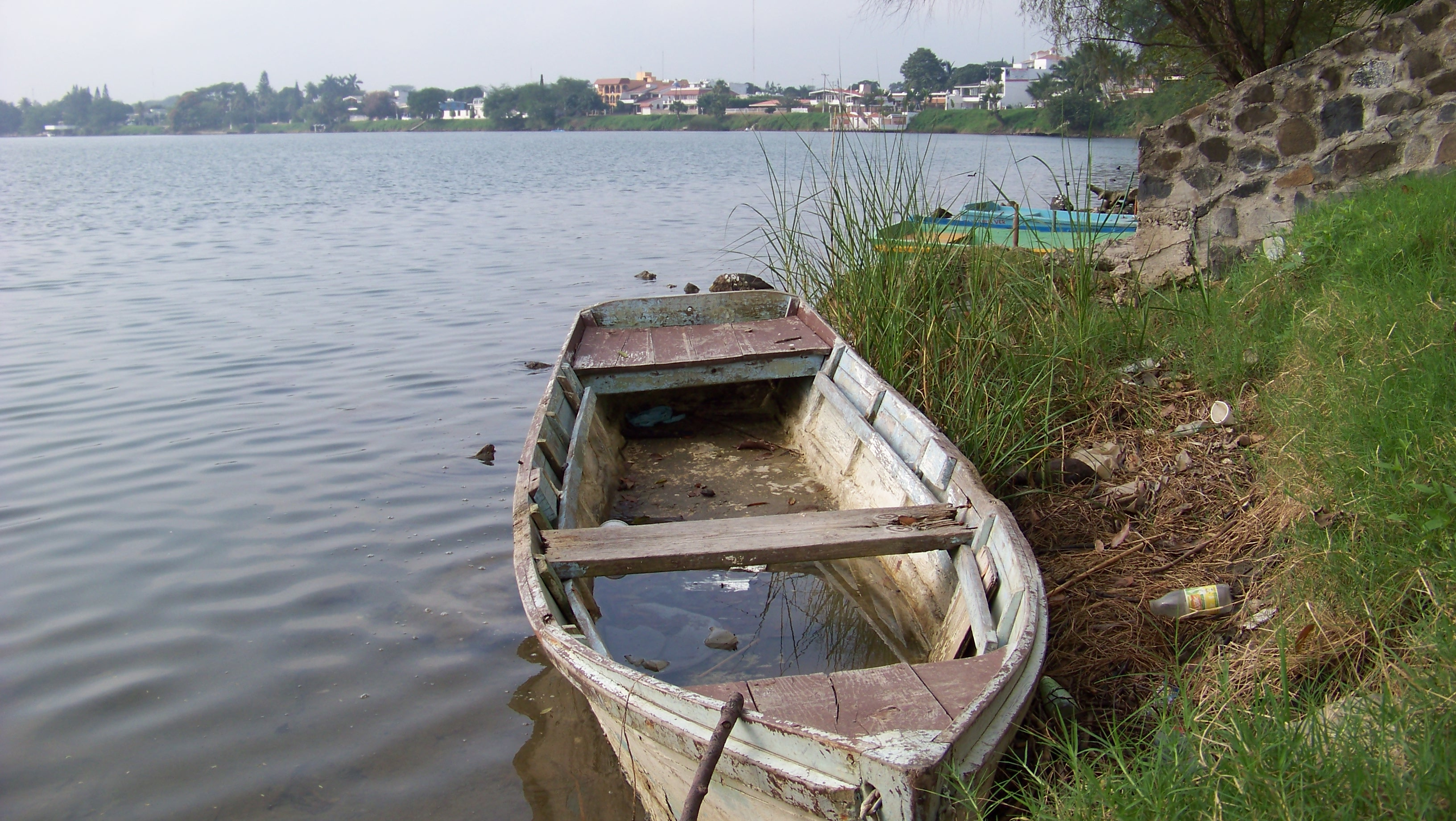
Medio de transporte acuático utilizado en Centroamérica, África y Asia. Las familias más pobres usan las pangas con remos y los que tienen más recursos utilizan motores marinos.

Las pangas son pequeñas embarcaciones de fondo chato, comunes en América Central, el este de África y el sur de Asia.  

## Otros usos
En la zona del litoral del océano Pacífico y en el Caribe Norte y Sur de Nicaragua, son utilizadas como medio de transporte de no más de 20 personas. También son utilizadas en actividades de pesca artesanal por quienes viven en las zonas costeras del país.